# Monastère Méjigirski
Le monastère Méjigirski ou en ukrainien  Межигірський Спасо-Преображенський монастир est un monastère historique du village de Novi Petrivtsi, fondé en 988 et détruit en 1935.

## Histoire
Le monastère est fondé par les Riourikides au nord de Vychhorod, sur la rive du Dniepr. Détruit puis reconstruit à maintes reprises, il fut un lieu important pour les Cosaques zaporogues puis détruit définitivement par le pouvoir communiste en 1935. Il a une importance pour la culture ukrainienne, il est cité par Taras Chevtchenko dans son poème Chernets, ainsi que par un de ses dessins et par Nicola Gogol dans Tarass Boulba. C'est sur les terres du monastère que la Mejyhiria a été construite.

## Galerie d'images

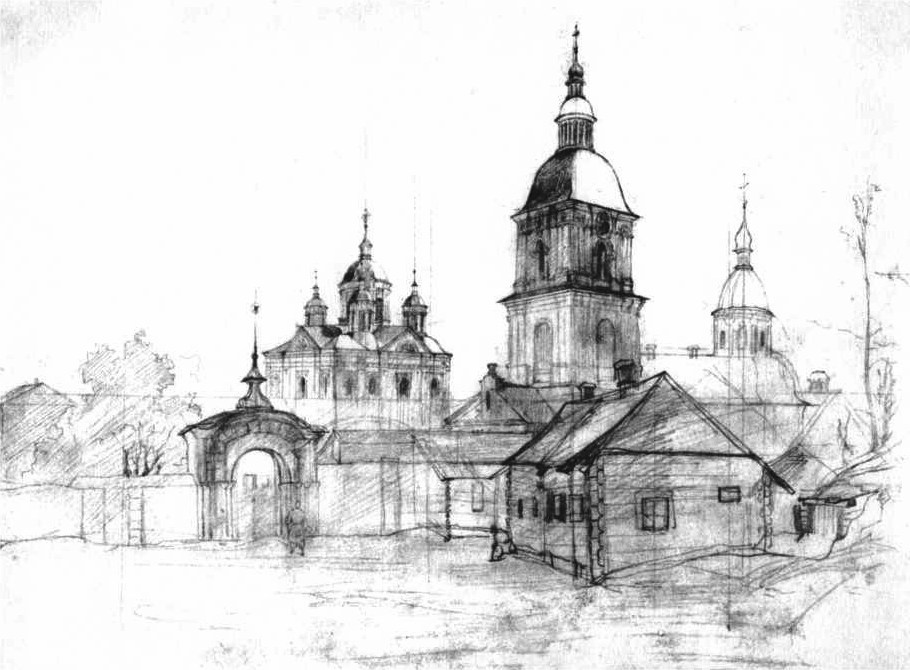
Par Taras Chevtchenko.
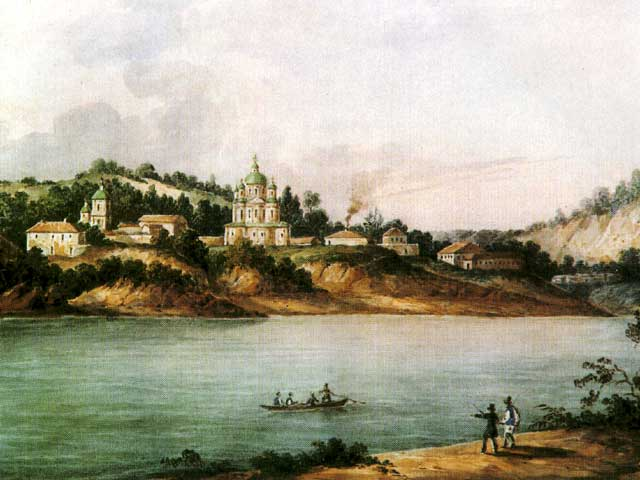
Par Fiodor Solntsev en 1843.
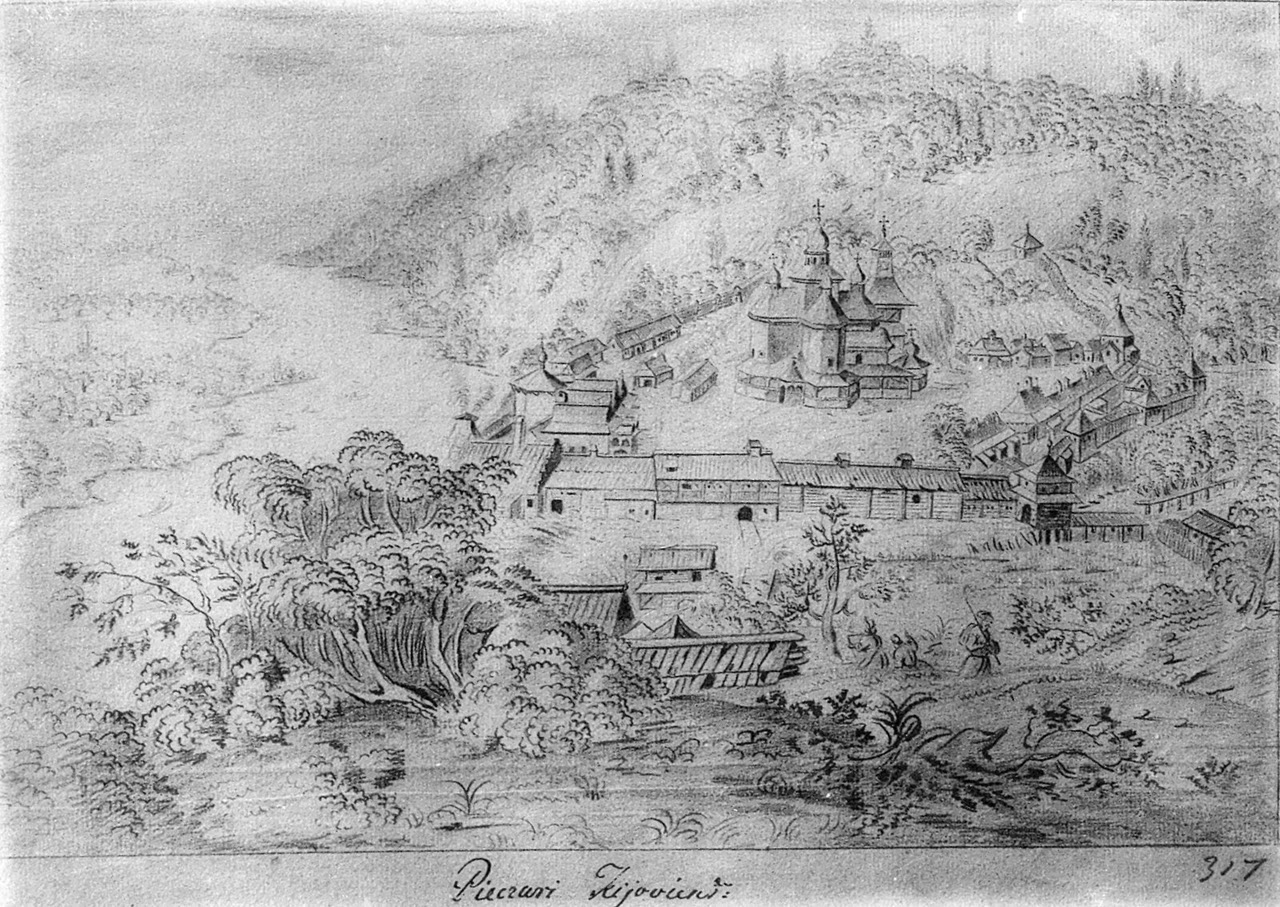
Vue de 1650 par Abraham van Westerveld.
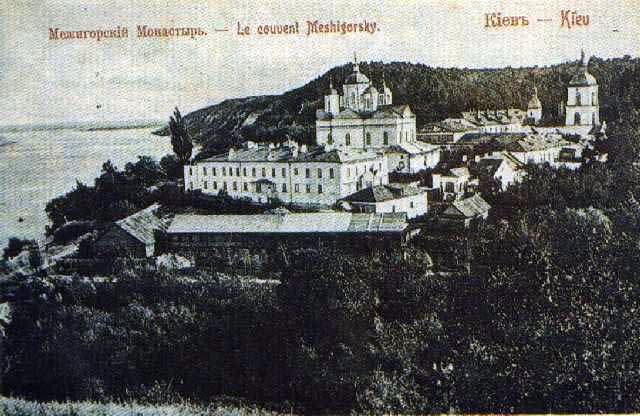
Sur une carte postale du début du XXe siècle.
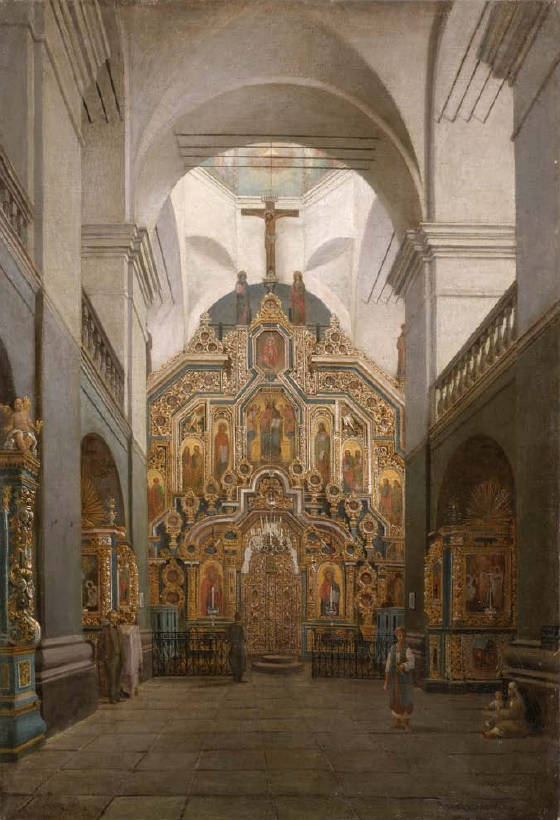
L'intérieur par Piotr Petrovitch Verechtchaguine.